# Конвенция по облегчению международного морского судоходства
Конвенция по облегчению международного морского судоходства (англ. Convention on Facilitation of International Maritime Traffic (FAL)) — международная конвенция, направленная на облегчение морского судоходства, путём обеспечения единообразия формальностей и процедур, требуемых властями государств-участников от иностранных судов.

## История
С развитием международного судоходства и торговли возросло число документов и формальностей, которые требовались в портах захода судна. На повестку дня встала унификация этих документов и формальностей, поэтому в рамках Международной морской организации был подготовлен текст Конвенции по облегчению международного морского судоходства. Конвенция была подписана в Лондоне (Великобритания) в 1965 году и вступила в силу в 1967 году.
По состоянию на 1 июля 2011 года участниками Конвенции по облегчению международного морского судоходства 1965 года являются 114 государств.

## Основные положения
Конвенция возлагает на участников обязанность сотрудничать в деле обеспечения полного единообразия формальностей и требований в отношении документов и процедур во всех областях, где такое единообразие облегчит и улучшит международное морское судоходство, и сводить до минимума всякие изменения формальностей, требований в отношении документов и процедур.
В Приложении к Конвенции перечисляются и определяются стандарты и рекомендуемые практики, относящиеся к портовым формальностям.
Согласно Приложению, участники Конвенции не будут требовать от иностранных судов каких-либо других документов кроме следующих:
- Общая декларация
- Декларация о грузе
- Декларация о судовых припасах
- Декларация о личных вещах экипажа судна
- Судовая роль
- Список пассажиров
- Манифест опасных грузов
- Документ, предписываемый Всемирной Почтовой Конвенцией
- Морская санитарная декларация[1].